# Gormiti: The Masters of Gorm Island
Gormiti: The Masters of Gorm Island è un picchiaduro a scorrimento laterale basato sulla linea di giocattoli dei Gormiti (proprietà della Giochi Preziosi), pubblicato nel 2006 da Nikko Europe per la console portatile Digiblast ed è il primo titolo della serie Gormiti Digiblast.

## Modalità di gioco[2]
Il giocatore può scegliere fra tre personaggi diversi, sia in forma normale sia in forma Atomic (nella trama della serie un potenziamento che dà al personaggio un colore diverso, ma nel gioco non modifica la potenza del personaggio) e deve superare cinque stage per diventare campione dell'Isola di Gorm, ciascuno dedicato ad un popolo diverso e in ordine diverso in base alla difficoltà (facile, medio e difficile), in ogni stage il giocatore deve procedere verso destra sconfiggendo i nemici che si trova davanti fino ad arrivare alla boss finale (uno dei tre personaggi giocabili in forma Atomic). Nel gioco si possono trovare oggetti da distruggere che rilasciano delle cure.

## Personaggi

### Personaggi giocabili
- Kolossus
- Barbataus
- Orrore Profondo

### Personaggi non giocabili
- Ipnorana
- Dragon (Seconda serie)
- Stalattite
- Bombos
- Troncannone
- Elios
- Carrapax